# Andrei Jakowlewitsch Lobussow
Andrei Jakowlewitsch Lobussow (russisch Андрей Яковлевич Лобусов; * 15. Juni 1951 in Moskau; † 13. Juli 2010) war ein russischer Schachkomponist.

## Schachkomposition
Seine erste Schachaufgabe publizierte Lobussow 1962 in der Betriebszeitung Wodnik. Zwischen 1963 und 1967 komponierte er mehr als 500 Aufgaben aller Gattungen. Jedoch fand nur etwa ein Dutzend davon Interesse, der Rest wanderte in den Abfallkorb.
Lobussow publizierte mehr als 500 Kompositionen. Über 350 seiner Werke erhielten Auszeichnungen, darunter 190 Preise und davon 94 erste Preise. Er war mehrfacher Meister für Schachkomposition der UdSSR und Russlands und Weltmeister in der UdSSR-Mannschaft.
|   | a | b | c | d | e | f | g | h |   |
| 8 |   |   |   |   |   |   |   |   | 8 |
| 7 |   |   |   |   |   |   |   |   | 7 |
| 6 |   |   |   |   |   |   |   |   | 6 |
| 5 |   |   |   |   |   |   |   |   | 5 |
| 4 |   |   |   |   |   |   |   |   | 4 |
| 3 |   |   |   |   |   |   |   |   | 3 |
| 2 |   |   |   |   |   |   |   |   | 2 |
| 1 |   |   |   |   |   |   |   |   | 1 |
|   | a | b | c | d | e | f | g | h |   |

Lösung:

1. a6–a7 droht 2. a7–a8D+ Sa5–b7 3. Da8xb7+ Tf7xb7 4. Sh7–f6 matt

1. … Tf7–f5 2. Sh7–g5+! Tf5xg5 3. Se2–g3+ (A) Lf4xg3 4. f2–f3 (B) matt

1. … Tg7–g6 2. Sh7–f6+! Tg6xf6 3. f2–f3+ (B) g4xf3 4. Se2–g3 (A) matt

1. … Sa5–b7 2. Se2–c1 Sb7–a5 3. a7–a8D+ Sa5–b7 4. Tc3xc4 matt

Der bekannte dreizügige Halbfesselmechanismus mit Wechsel der beiden letzten Züge wurde hier auf Kosten der Turmverdopplung auf der f- und g-Linie um einen Zug verlängert.
Lobussow wurde 1987 zum Internationalen Schiedsrichter für Schachkomposition ernannt. 1962 wurde er Verdienter Meister des Sports der UdSSR im Schach. 174 seiner Aufgaben gelangten in die FIDE-Alben. 1993 wurde er Großmeister für Schachkomposition. Lobussow publizierte zahlreiche Artikel zu Fragen der Schachkomposition.

## Leben
Lobussows Eltern arbeiten als Lehrer und waren bis zum Abend in der Schule. So war er sich selbst überlassen und lernte relativ früh das Lesen. Als Fünfjährigen fiel ihm ein Schachlehrbuch in die Hände. Außer dem praktischen Spiel wurden dort auch einige Schachaufgaben vermittelt. Gegner gab es keine, doch für die Schachkomposition sind sie ja auch nicht notwendig. Ernsthaft kam Lobussow mit der Schachkomposition durch das Buch von Jewgeni Umnow Kak reschat schachmatnyje sadatschi? in Berührung. Nachdem er es gelesen hatte, sagte er sich, das kann ich auch.
1968 beendete er die Mittelschule, 1974 sein Studium am Plechanow-Institut für Volkswirtschaft in Moskau. Von Beruf war er
Warenkundler. Er verstarb nach langer Krankheit.